# Batalla de Rostov (1942)
La batalla de Rostov fue un episodio de la Batalla del Cáucaso, que duró cuatro días y enfrentó al Frente Sur soviético, en retirada, contra el 17.º Ejército alemán y al 1.º Ejército Panzer que intentaron rodearlo.
Fue un éxito definitivo para los alemanes que, gracias a una acción "comando" de la División Brandeburgo, tomaron los puentes sobre el río Don, el puente Bataisk y el dique al sur de la ciudad, lo que evitó la inundación de pantano y les permitió continuar con su progreso hacia el Cáucaso.